# Kampala International
Die Kampala International sind offene internationale Meisterschaften von Uganda im Badminton. Die erste Austragung fand 2023 statt. Seit 1955 gibt es bereits die Uganda International als weitere internationale Badmintonmeisterschaft von Uganda, seit 2023 ebenfalls die Uganda International Challenge.

## Die Sieger
| Saison | Herreneinzel  | Dameneinzel              | Herrendoppel                                         | Damendoppel                      | Mixed                                       |
| ------ | ------------- | ------------------------ | ---------------------------------------------------- | -------------------------------- | ------------------------------------------- |
| 2023   | Brian Kasirye | Romane Cloteaux-Foucault | Brian Kasirye Muzafaru Lubega                        | Rutaparna Panda Swetaparna Panda | Kuswanto Kuswanto Sreeyuktha Sreejith Parol |
| 2024   | Manraj Singh  | Shreya Lele              | Ashraf Daniel Md Zakaria M. Ariffin Nazri Md Zakaria | Gayatri Rawat Mansa Rawat        | Ashraf Daniel Md Zakaria Lim Xuan           |